# Neptis clinioides
Neptis clinioides är en fjärilsart som beskrevs av Nicéville 1895. Neptis clinioides ingår i släktet Neptis och familjen praktfjärilar. Inga underarter finns listade i Catalogue of Life.